# هيلين ديل
هيلين ديل (بالإنجليزية: Helen Dale)‏‏ (24 يناير 1972 - ) كاتِبة ومحامية أسترالية. اشتهرت بفضل رواية "اليد التي وقّعت الورقة"، وهي رواية عن عائلة أوكرانية تعاونت مع النازيين في الهولوكوست، ونشرتها باسم مستعار "هيلين ديميدنكو".
هيلين ديل هي ابنة مهاجرَين بريطانيّين، تلقت تعليمها في كلية ريديمير اللوثرية في روتشديل إحدى ضواحي بريزبان. أثناء دراستها للأدب الإنجليزي في جامعة كوينزلاند، كتبت رواية "اليد التي وقعت الورقة". في عام 1993، فازت الرواية بـ جائزة فوغل الأسترالية الأدبية لمخطوطتها التي لم تكن منشورة بعد.
نشرت هيلين ديل كتابها عام 1994 وفازت بجائزة مايلز فرانكلين، لتكون أصغر كاتبة تفوز بهذه الجائزة. في السنة التالية كانت موضوع جدل أدبي كبير في أستراليا لأنها ادعت زوراً أن أصلها أوكراني كجزء من الأساس الذي اعتمدته في الكتاب (واسمها المستعار). ووُصف التحريف بأنه "خدعة أدبية" في سيدني مورنينغ هيرالد. أعيد إصدار الرواية لاحقًا باسمها القانوني، ثم صدرت باسم هيلين دارفيل. فازت عام 1995 بالميدالية الذهبية للجمعية الأدبية الأسترالية.
بعد أن عملت في التدريس، عادت ديل للدراسة في الجامعة، حيث حصلت على شهادتها الجامعية عام 2002. أكملت دراستها العليا في جامعة أكسفورد وحصلت على درجة LLB عام 2012 من جامعة إدنبرة. عادت بعد ذلك لأستراليا لتصبح مستشارة ديفيد ليونهيلم عضو مجلس الشيوخ الأسترالي حتى 2016.